# Соснувка (гмина)
Соснувка (пол. Sosnówka) — сельская гмина (волость) в Польше, входит как административная единица в Бяльский повет, Люблинское воеводство. Административный центр гмины — деревня Соснувка (Бяльский повет). Население — 2791 человек (на 2004 год).

## Сельские округа
1. Чепутка
2. Дембув
3. Липинки
4. Мотвица
5. Погожелец
6. Пшехуд
7. Романув
8. Розвадувка
9. Розвадувка-Фольварк
10. Сапехув
11. Соснувка
12. Выгнанка
13. Жещинка

## Прочие поселения
1. Александрув
2. Хмелита
3. Четвертыны
4. Домброва
5. Двур
6. Гура
7. Храда
8. Комарувка
9. Крук
10. Крушина
11. Кшаки
12. Омшана
13. Паньске
14. Пеньки
15. Плоски
16. Подбагне
17. Посада
18. Пшидроже
19. Серафина
20. Шостаки
21. Варшавска-Улица
22. Зады
23. Замочулы
24. Заполе
25. Зборышево
26. Зофиювка
27. Жулава

## Соседние гмины
1. Гмина Ханна
2. Гмина Ломазы
3. Гмина Подедвуже
4. Гмина Тучна
5. Гмина Вишнице
6. Гмина Вырыки